# Afonso Costa
Afonso Augusto da Costa GCTE • GCL (Seia, Seia, 6 de março de 1871 – Paris, 11 de maio de 1937), conhecido apenas por Afonso Costa, foi um advogado, professor universitário, político republicano e estadista português.
Foi um dos principais obreiros da implantação da República em Portugal e uma das figuras dominantes da Primeira República.

## Biografia

### Formação académica e iniciação política
Afonso Costa nasceu na freguesia e concelho de Seia, na Beira Alta e foi baptizado a 7 de março de 1871 na igreja de Santiago como criança exposta, com o nome de Afonso Maria de Ligório, tendo sido encontrado pela fazendeira Maria da Assunção, à porta de sua casa, no dia 6 de março de 1871, que figura no registo de casamento dos pais como a sua data de nascimento. A 13 de abril de 1881, por escritura pública, foi reconhecido como filho pelo seu pai, Sebastião Fernandes da Costa, conservador do registo predial na comarca de Seia, natural da freguesia de Santa Marinha, concelho de Seia. Por escritura pública de 28 de outubro de 1884, foi reconhecido como filho pela mãe, Ana Augusta Pereira, proprietária, natural da freguesia de Lagos da Beira, concelho de Oliveira do Hospital. A 13 de abril de 1885, foi legitimado, juntamente com os irmãos Artur e Maria — entretanto falecida —, por via do casamento dos pais, ocorrido na igreja de Nossa Senhora da Assunção, na freguesia de Seia.
Era o filho mais novo de três irmãos. Em 1883 realizou, na Guarda, os primeiros exames secundários, ingressando no Liceu da Guarda em outubro desse mesmo ano. A partir de 1886 frequentou o Colégio de Nossa Senhora da Glória, no Porto, para aí concluir o ensino secundário. Matriculou-se no curso de Direito da Universidade de Coimbra no ano de 1888. Aluno distinto, foi premiado nos 4.º e 5.º anos, tendo concluído a sua formatura em 1894, tomando o grau de licenciado em 17 de janeiro de 1895. Nesse mesmo ano fez acto de conclusões magnas em 24 e 25 de maio, doutorando-se a 9 de junho com a dissertação A Igreja e a questão social, obra em que ataca violentamente a então recente encíclica Rerum Novarum.

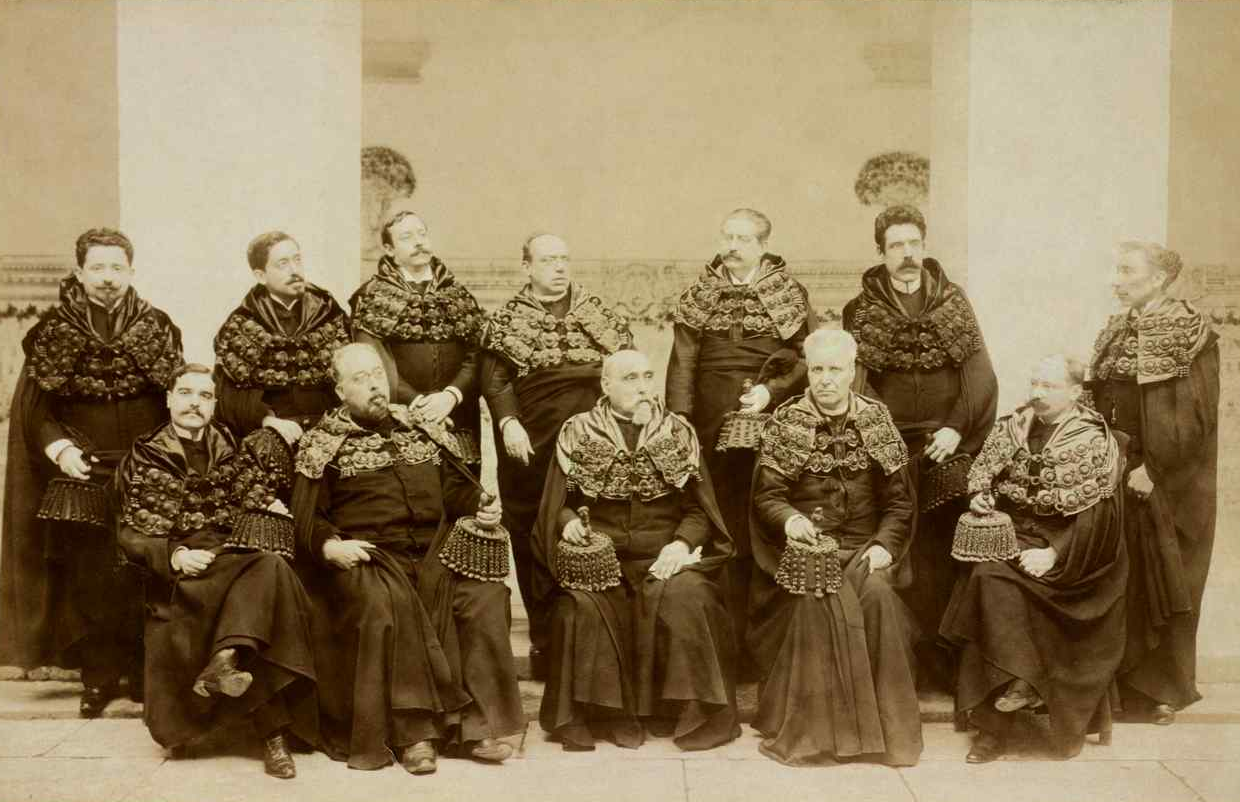
Professores da Universidade de Coimbra, c. 1899. Afonso Costa está de pé, o primeiro à esquerda

Nomeado docente da Universidade de Coimbra em abril de 1896, logo em agosto de 1900 foi nomeado lente. O Doutor Afonso Costa, nome por que é mais vulgarmente conhecido, foi considerado como um dos académicos mais notáveis do seu curso, e, quando nomeado lente, era o mais novo de todo o corpo catedrático. No exercício da advocacia revelou-se sempre como um dos mais brilhantes ornamentos do foro.
Rapidamente se distinguiu pelas suas ideias políticas, cedo se afirmando como republicano. Notabilizou-se em 1897 no protesto contra o plano do governo progressista de alienar as linhas-férreas do Estado. No comício que se realizou em 13 de junho desse ano no Porto, na rua do Bonjardim, o Doutor Afonso Costa foi um dos oradores mais fluentes, apresentando-se pela primeira vez publicamente; e foram tão convincentes as suas palavras, que desde logo ficou considerado um dos mais valiosos vultos do Partido Republicano Português.
Quando no Verão de 1899 se declarou no Porto uma epidemia de peste bubónica, as medidas preventivas a que a cidade foi submetida, por ordem do governo progressista, causaram o descontentamento geral da população. Aproveitando essas circunstâncias, o Partido Republicano apresentou no Porto, apoiado pelo jornal republicano Voz Pública, as candidaturas do Doutor Afonso Costa, de Xavier Esteves e de Paulo Falcão. Extremamente disputadas entre monárquicos e republicanos, as eleições realizaram-se a 16 de novembro, ficando eleitos os três candidatos republicanos. Contudo, o governo conseguiu que esta eleição fosse anulada arbitrariamente no tribunal de verificação de poderes, o que ainda exaltou mais os ânimos.
Marcada a repetição da eleição, os três candidatos eram novamente apresentados ao sufrágio, agora apoiados pelo jornal republicano O Norte, cujo primeiro número saiu a 21 de janeiro de 1900. O acto eleitoral realizou-se a 18 de fevereiro, e a despeito de todas as pressões, o Porto tornou a eleger os três deputados republicanos, facto que causou a maior impressão no país e que fez com que ficassem conhecidos como os deputados da peste, já que a sua eleição foi atribuída ao descontentamento criado pelas medidas impostas pelo governo para controlo da epidemia de peste bubónica no Porto.

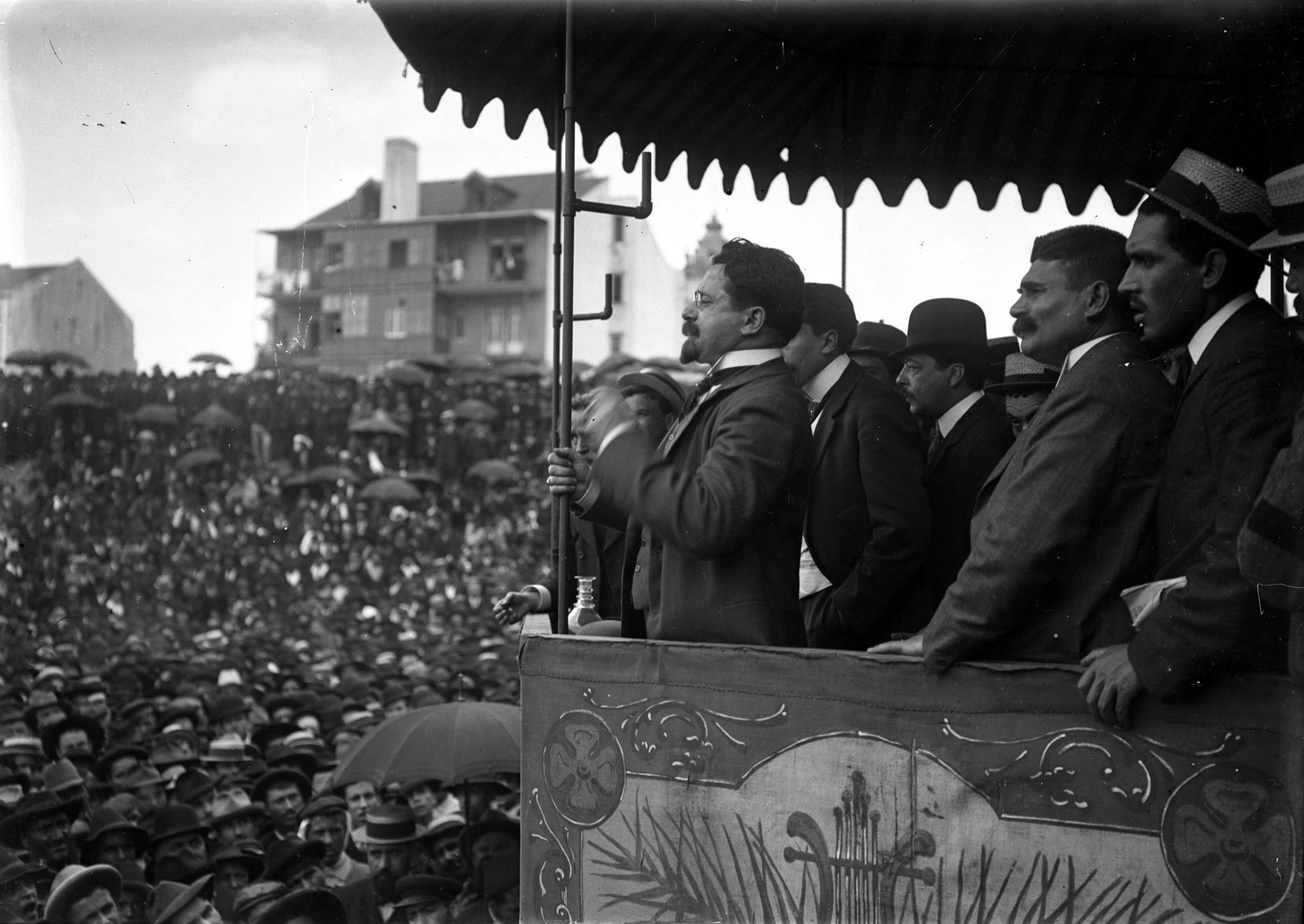
Afonso Costa discursando num comício republicano, 1907

Caindo o ministério progressista, e subindo ao poder o Partido Regenerador, procedeu-se à eleição de deputados em 25 de novembro do referido ano de 1900, e o Partido Republicano Português apresentou novamente os três candidatos, mas desta vez não foram reeleitos.
Apesar da pequena estatura (1,67 m), era de feitio truculento: agrediu Sampaio Bruno em 1902, e numa disputa célebre (em junho de 1914 desafiaria António José de Almeida para um duelo). Foi iniciado na maçonaria em 1905.
Foi deputado republicano durante a monarquia constitucional em 1899 (deputado da peste), 1906–1907, 1908 e 1910. Afonso Costa revelou-se um distinto parlamentar e um dos mais temíveis inimigos das instituições monárquicas. Orador fluente, os seus discursos eram atentamente escutados.

### Afonso Costa e a Primeira República

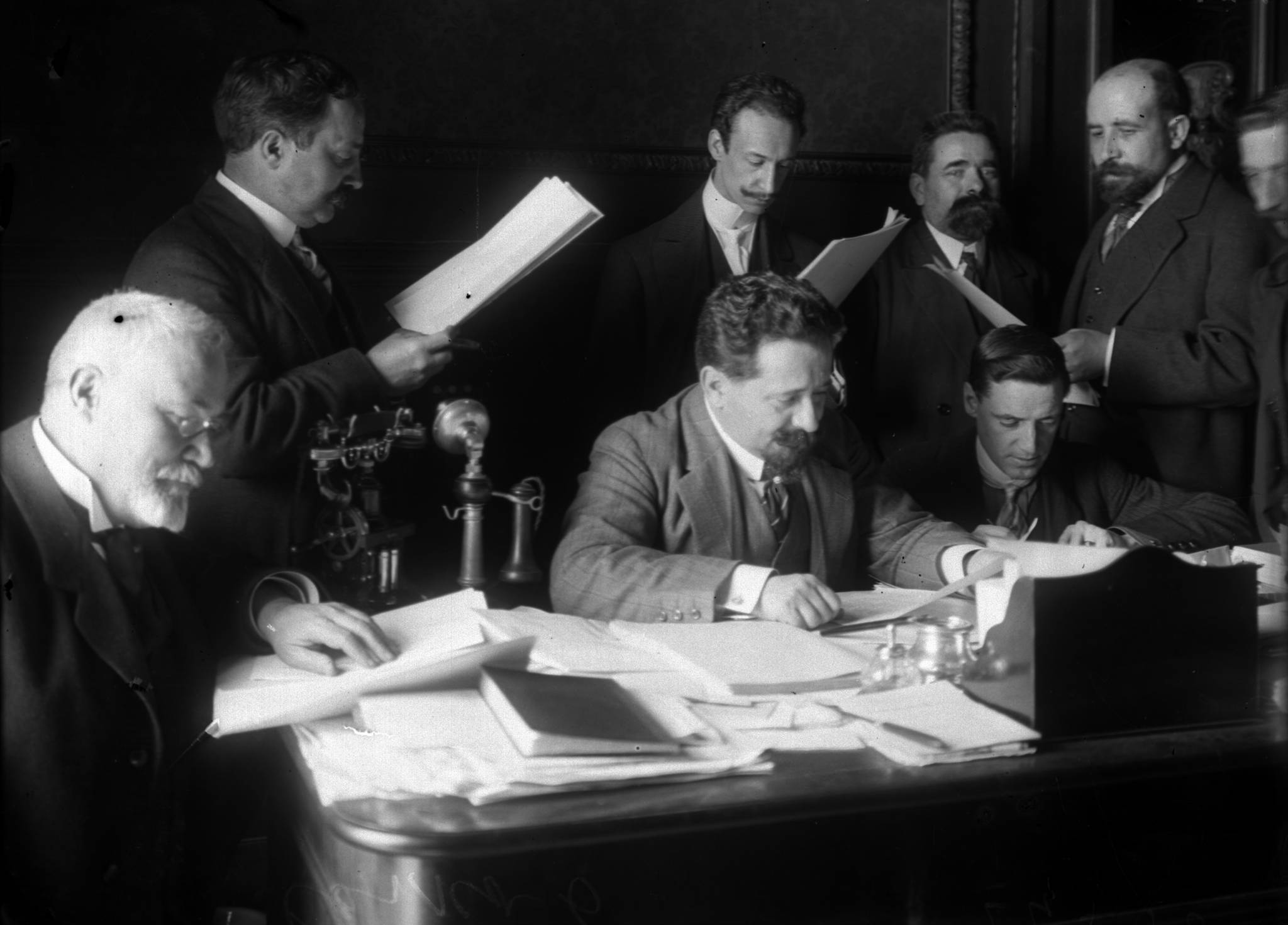
Afonso Costa assina a Lei da Separação do Estado das Igrejas. O esforço empreendido por Afonso Costa pela laicização do Estado durante a Primeira República fez com que ficasse conhecido como "o mata-frades".

Com a implantação da República a 5 de outubro de 1910, Afonso Costa foi chamado a integrar o Governo Provisório da República, na pasta da Justiça e Cultos, lugar que ocupou até à dissolução daquele Governo (por ter sido aprovada a nova Constituição) a 4 de setembro de 1911.
Recebeu, dos seus opositores, a alcunha de "mata-frades" (anteriormente atribuída a Joaquim António de Aguiar), pela legislação laicista que mandou publicar — Lei da Separação do Estado das Igrejas, expulsão dos jesuítas, registo civil, lei da família e lei do divórcio, abolição do delito de opinião em matéria religiosa, legalização das comunidades religiosas não católicas, privatização dos bens da Igreja Católica, proibição das procissões fora do perímetros das igrejas, proibição do uso das vestes talares (religiosas) fora dos templos, etc. Foi acusado pelos sectores mais conservadores de ter dito que iria aniquilar a religião em Portugal em duas gerações, o que foi categoricamente desmentido.
Durante a Primeira República, Afonso Costa foi um dos políticos dominantes. A 29 de agosto de 1911, anunciou o novo programa político do Partido Republicano Português, considerando-o como o partido único da República. Contudo, em Fevereiro de 1912, num processo de secessão entre os republicanos, assumiu a liderança do processo que levou ao aparecimento do Partido Democrático, mais radical, de que se tornou líder incontestado, e do Partido Evolucionista, mais moderado.
Consolidado o partido, presidiu pela primeira vez ao ministério de 9 de janeiro de 1913 a 9 de fevereiro de 1914 (acumulando a pasta das finanças), formando o primeiro governo partidário da República, integrado por democráticos e pelos independentes agrupados, então liderados por António Maria da Silva. Foi nesta altura que se conteve o défice público e se equilibraram as contas públicas, nomeadamente nos orçamentos de 1912–13 e 1913–14 (Saldo do orçamento de 1912–13: + 117 milhares de libras-ouro; 1913–14: + 1 257 milhares de libras-ouro). Algo que apenas viria a acontecer novamente com António de Oliveira Salazar, Pedro Passos Coelho e António Costa, sendo os únicos a conseguir tal feito até aos dias de hoje.
Defendeu que os iletrados em Portugal, então cerca de três quartos da população, os mais desfavorecidos da sociedade, não deveriam ter participação eleitoral, ao contrário das eleições no tempo da monarquia.
'Se querem fazer eleições com analfabetos, façam-nas os senhores [Evolucionistas] porque eu quero fazê-las com votos conscientes. (…) Indivíduos que não sabem os confins da sua paróquia, que não têm ideias nítidas e exatas de coisa nenhuma, nem de nenhuma pessoa, não devem ir à urna, para não se dizer que foi com carneiros que confirmámos a República.— Afonso Costa, discursando no Parlamento a 12 de junho de 1913
Como líder dos democráticos, venceu as eleições parlamentares parcelares de 16 de novembro de 1913, transformando de facto o Partido Democrático no principal partido do poder da Primeira República e na força dominante de todo o processo político até 1926.

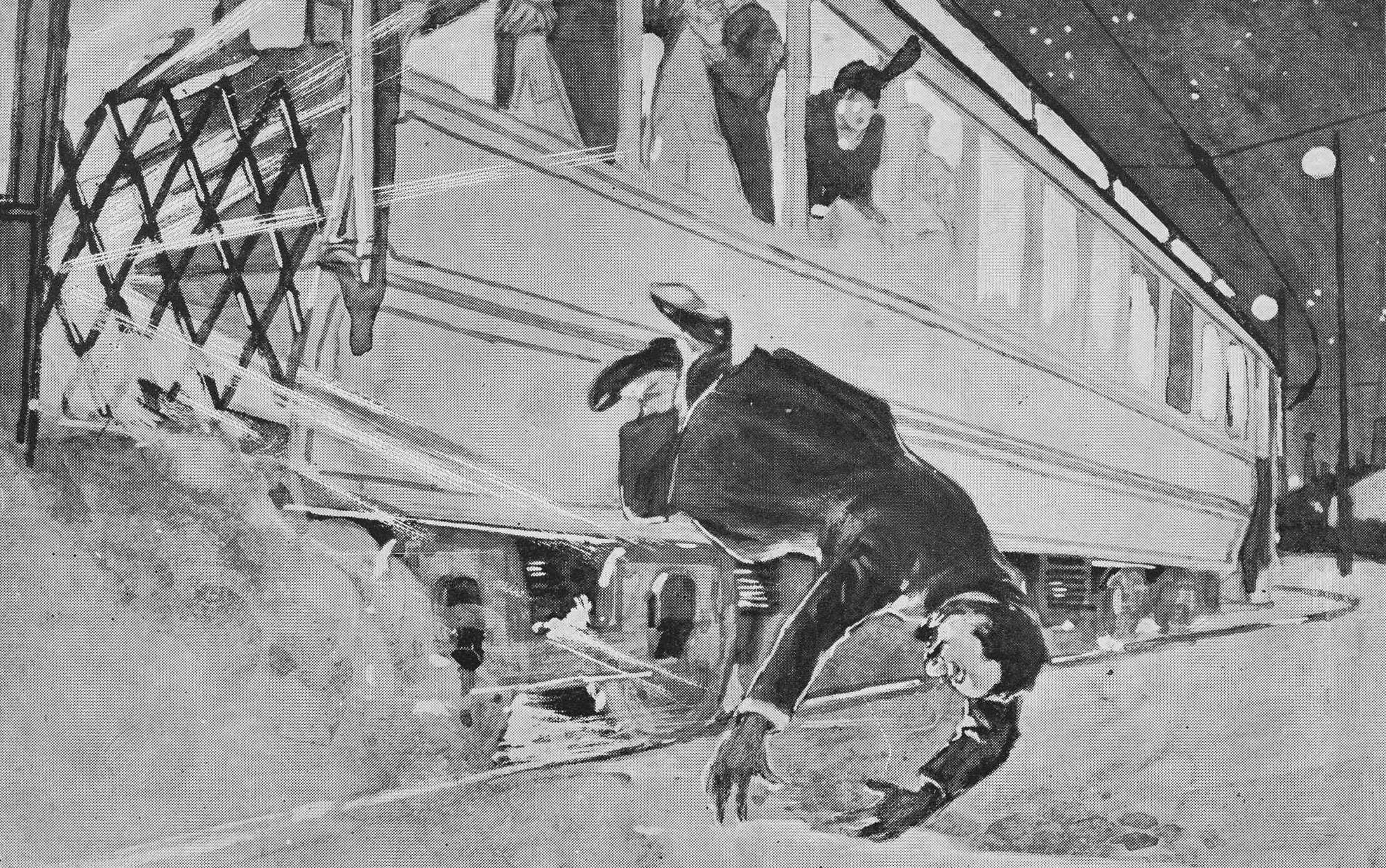
Afonso Costa salta de um eléctrico em movimento (3 de Julho de 1915). Um curto-circuito causou uma explosão a bordo, que Afonso Costa pensou tratar-se de um atentado

Em 2 de março de 1914 assumiu o exercício efectivo das funções de professor e director da Faculdade de Direito e Estudos Sociais de Lisboa (actual Faculdade de Direito da Universidade de Lisboa), onde permaneceu como director até finais de janeiro de 1915, altura em que solicitou licença sem vencimento, para regressar à actividade académica a 1 de novembro de 1915, como professor do Instituto Superior do Comércio.
Sem nunca o admitir publicamente, instigou a revolta militar contra Pimenta de Castro, vencendo depois as eleições parlamentares de 13 de junho de 1915 com uma confortável maioria de 69% dos votos. Sofreu, a 3 de julho desse ano, um acidente, ao saltar pela janela de um eléctrico em andamento, do qual saiu gravemente ferido. Tendo viajado para fora do país em tratamento, não pôde assumir a chefia do governo.
Assumiu pela segunda vez a presidência do ministério de 29 de novembro de 1915 a 15 de março de 1916, acumulando também as Finanças, num governo monopartidário, mas que Afonso Costa considerava como sendo um governo nacional, declarando então pretender abster-se de praticar política partidária.
Decidida a participação de Portugal na Grande Guerra, assumiu a pasta das Finanças no ministério da União Sagrada, presidido por António José de Almeida, de 15 de março de 1916 a 25 de abril de 1917.
Voltou pela terceira e última vez à presidência do ministério, governando de 25 de Abril a 10 de dezembro de 1917, acumulando também as Finanças, num governo exclusivamente constituído por democráticos, mas com o apoio parlamentar dos evolucionistas. Por esta razão foi alvo, em Maio de 1917, de forte contestação por parte de alguns deputados democráticos, que o acusavam de falso radical. Contudo, apesar da contestação, venceu o congresso do partido realizado a 3 de julho seguinte, tendo como rival Norton de Matos. Nesta época chegou a invocar o marxismo, ao declarar, em 14 de julho desse ano, que devem ser todos pela luta de classes, no sentido marxista da palavra.
De 8 a 25 de outubro, visitou as tropas do Corpo Expedicionário Português na Flandres, acompanhado por Bernardino Machado. De regresso foi preso um tempo no Porto por ocasião do golpe de Sidónio Pais, a 8 de dezembro de 1917.

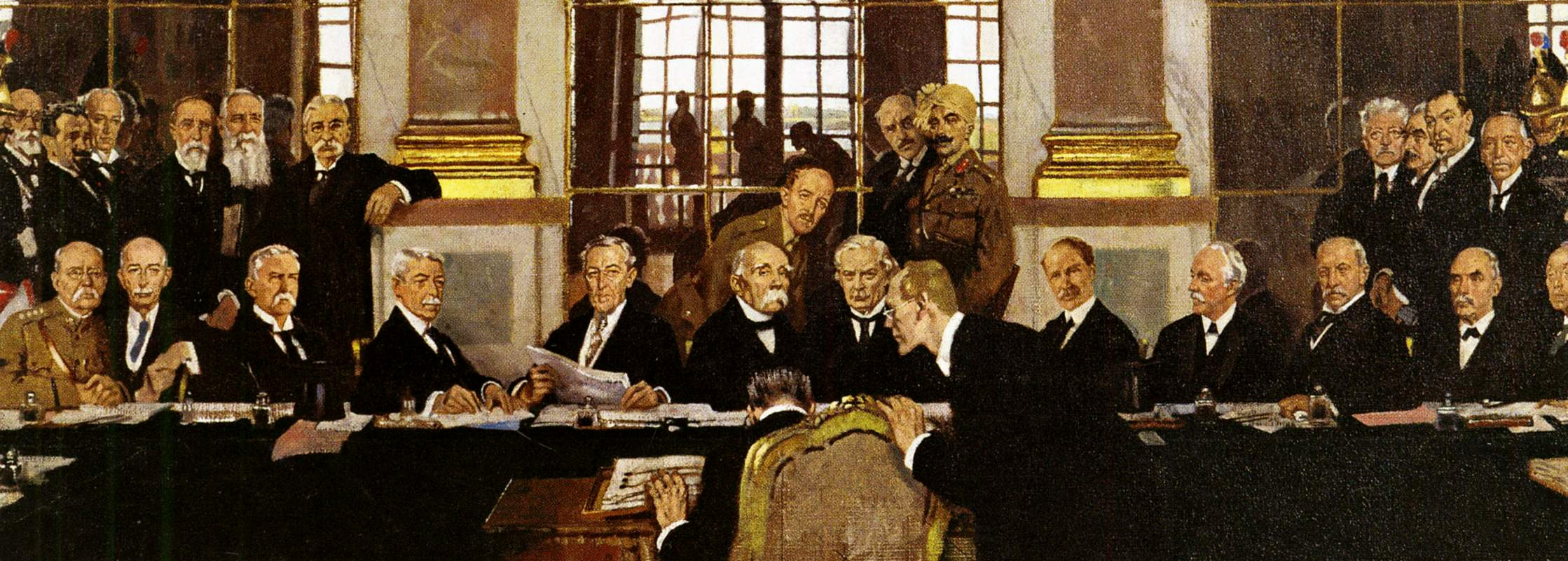
Pormenor do quadro de William Orpen, A Assinatura da Paz na Sala dos Espelhos, Versalhes, 28 de Junho de 1919. Afonso Costa é um dos políticos retratados (de pé, segundo à esquerda).

Após o assassinato do presidente Sidónio Pais, e terminada a Guerra, a partir de 12 de março de 1919 passou a chefiar a delegação portuguesa à Conferência de Paz, assinando em representação de Portugal o Tratado de Versalhes de 28 de junho de 1919. Foi o representante português na primeira assembleia da Sociedade das Nações.
A 10 de Julho de 1919 foi agraciado com a Grã-Cruz da Antiga e Muito Nobre Ordem Militar da Torre e Espada, do Valor, Lealdade e Mérito.
Por lhe faltar apoio parlamentar recusou formar governo em 1922, apoiando no ano seguinte a eleição de Manuel Teixeira Gomes para Presidente da República.
No final de 1923, novamente por falta de apoio parlamentar dada a oposição dos nacionalistas, recusou novamente formar governo. Apoiou o governo de Álvaro de Castro, de dezembro de 1923 a julho de 1924, recusando novamente nessa altura a presidência do ministério.
Em 1926, estando o Partido Democrático no poder, com um ministério presidido por António Maria da Silva, deu-se o golpe de 28 de maio que instalou a ditadura militar (1926–1928), abrindo caminho à ditadura nacional do presidente da República Óscar Carmona (eleito por sufrágio universal em 1928) que vem a desembocar no regime do Estado Novo (1933–1974). Afonso Costa exilou-se então em Paris, opondo-se à nova situação, em particular à ascensão ditatorial de António de Oliveira Salazar.
Em fevereiro de 1927, juntamente com Álvaro de Castro, José Domingues dos Santos, Jaime Cortesão e António Sérgio, fundou a Liga de Defesa da República, em Paris, sendo eleito membro da sua Junta Directiva.
No início do ano de 1937 foi indigitado para Grão-Mestre da Maçonaria Portuguesa, cargo que já não chegou a assumir, em virtude de ter falecido.
Faleceu a 11 de maio de 1937 em Paris, tendo sido sepultado inicialmente em Neuilly-sur-Seine, no jazigo de Robert Burnay, sendo trasladado posteriormente, em 1950, para o cemitério de Cemitério do Père-Lachaise, em Paris.
Os seus restos mortais só em 1971 foram trasladados para Portugal, encontrando-se actualmente em Seia, no jazigo da família.
A 30 de Junho de 1980 foi agraciado a título póstumo com a Grã-Cruz da Ordem da Liberdade.

## O famoso Discurso

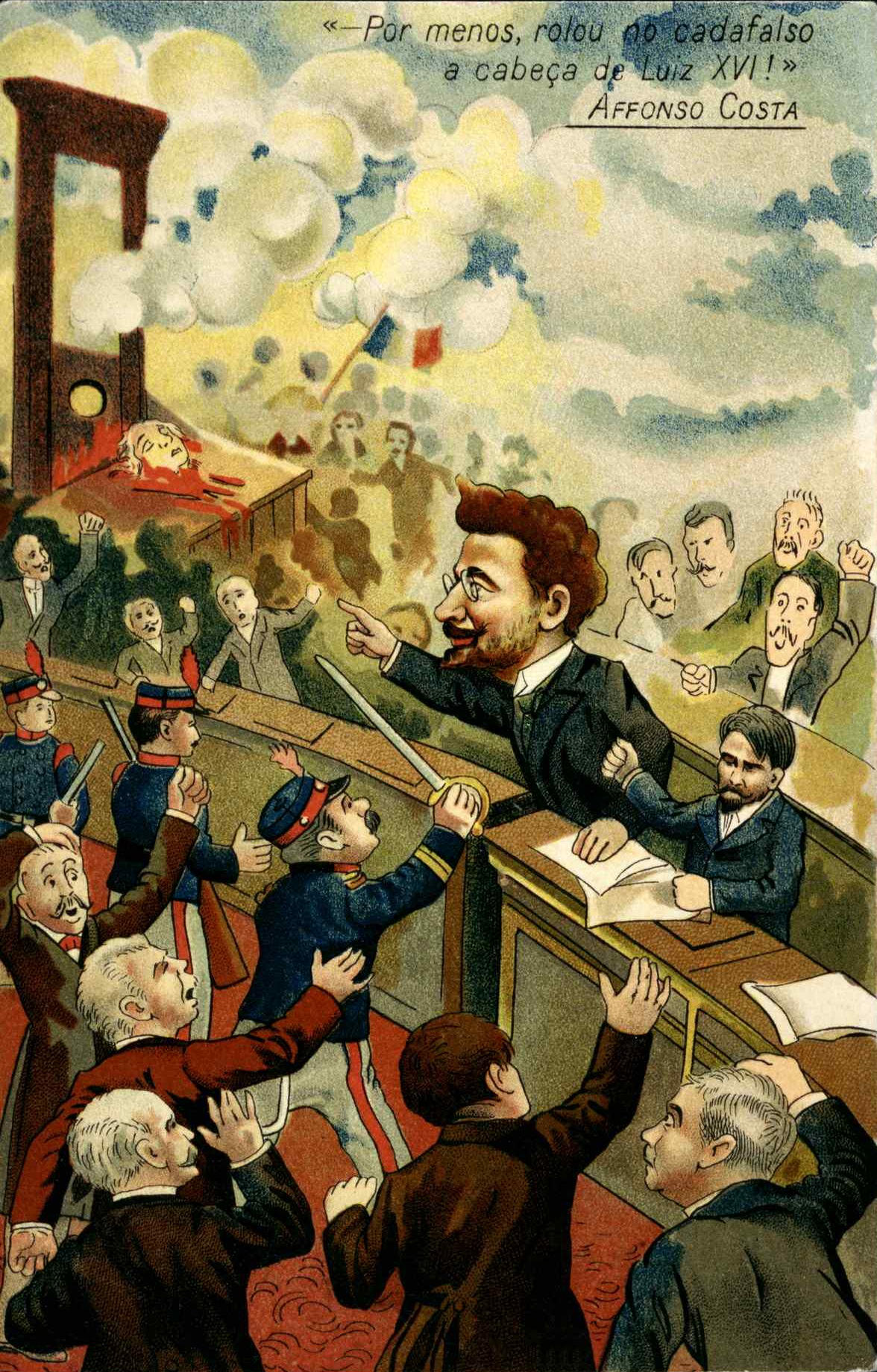
Caricatura do discurso de Afonso Costa

Afonso Costa ficou também conhecido pelo famoso discurso na Câmara dos Deputados em 20 de novembro de 1906, onde afirmou:
Por muitos menos crimes do que os cometidos por D. Carlos I, rolou no cadafalso, em França, a cabeça de Luís XVI!
No seguimento deste discurso irá realizar-se uma manifestação de apoio a Afonso Costa onde serão presas 63 pessoas, realizando-se também um comício no Porto, no dia 28, que se repetirá no dia 2 de dezembro, com a presença de cerca de doze mil pessoas.
Não diminuindo o movimento de crítica ao regime, no ano seguinte, em março, será desencadeada a greve académica e em 8 de maio de 1907 terá início a ditadura franquista (liderada por João Franco) com a promulgação do primeiro decreto ditatorial.

## Regicídio de 1908
Em O Homem que Mandou Matar o Rei D. Carlos (Gradiva, Lisboa, 2024), José António Saraiva refere que Afonso Costa seria o líder do grupo "Coruja", ligado à Carbonária, constituído também por José de Alpoim e pelo Visconde de Ribeira Brava, que planeou e mandatou o assassinato do rei D. Carlos e do príncipe Luís Filipe em 1 de fevereiro de 1908. Numa entrevista em 1984 ao Diário de Lisboa, Elvira Buíça, de 83 anos, filha do regicida Manuel Buíça, tinha ela feito 7 anos em dezembro de 1907, e recordava-se que gente como Afonso Costa ou Aquilino Ribeiro eram visitas do apartamento onde ela vivia com o pai, o irmão e a avó materna. O pai Buíça treinara-a a dizer que não conhecia aqueles homens, algo que a intrigava. Mais tarde, pouco depois do regicídio, a sogra de Buíça e a filha Elvira foram interrogadas pela polícia a propósito dos amigos que visitavam Buíça em casa. Foram mostradas à criança várias fotografias, entre as quais as de Afonso Costa e de Aquilino Ribeiro. Perguntada se os conhecia, cumprindo a vontade do defunto pai, disse que não, ao que o polícia exclamou: «Apre! Esta está bem ensinada!»

## Cronologia
- 1871 - 6 de março - Nasce em Seia, filho de Sebastião Fernandes da Costa, advogado e conservador do registo predial naquela vila, e de Ana Augusta Pereira da Costa.
- 1876 - Começa a aprender as primeiras letras.
- 1880 - Passa a viver em Santa Marinha (Seia).
- 1883 - Realiza, na Guarda, os primeiros exames secundários.
- 1886 - Outubro - ingressa no colégio de Nossa Senhora da Glória do Porto, para concluir o ensino secundário.
- 1887 - Outubro - Ingressa na Universidade de Coimbra, no 1º ano da Faculdade de Direito.
- 1890 - Participa activamente no movimento geral contra a Inglaterra e contra a Monarquia, em consequência do Ultimatum.
- 1891 - janeiro - Faz parte do grupo de conspiradores republicanos de Coimbra, implicado na revolta de 31 de janeiro.
- 1892 - Maio - Toma parte na greve académica.
- 1892 - 15 de setembro - Casa com Alzira de Barros Abreu.
- 1893 - Abril-Julho - Redige a primeira versão de A Egreja e a Questão Social.
- 1894 - 15 de novembro - Nasce-lhe o primeiro filho, Sebastião.
- 1895 - 17 de janeiro - Licencia-se em Direito.
- 1895 - 9 de junho - Recebe grau de Doutor em Direito, com a classificação de 17 valores.

## Obras publicadas

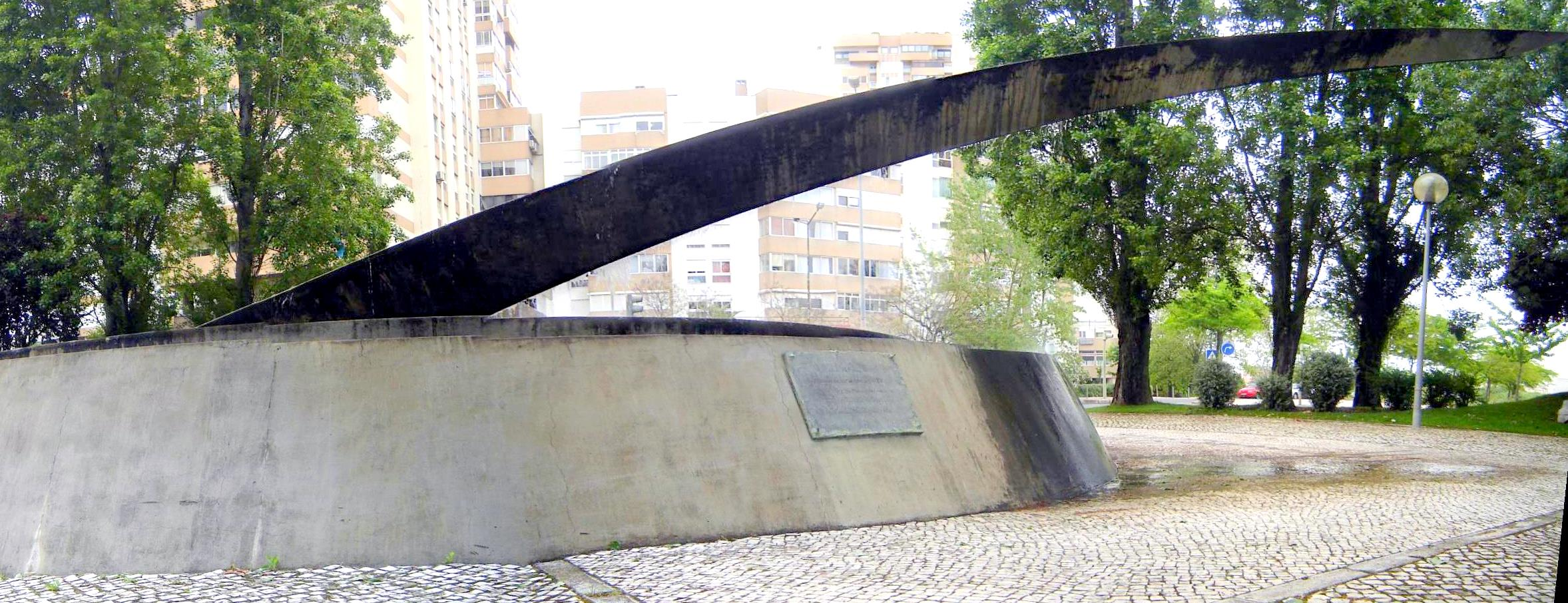
Monumento em Lisboa em memória de Afonso Costa

### Direito
- Do serviço de peritos no processo criminal: legislação portuguesa, crítica e reforma, Coimbra, 1895;
- Comentário ao código penal português: introdução: escolas e princípios de criminologia moderna, Coimbra, 1895;
- Direito civil, 1896;
- A Igreja e a questão social, Coimbra, 1896;
- Economia Política, 1896 e 1898;
- Organização Judiciária, 1897 e 1901;
- A marinha mercante no Brasil, Lisboa, 1910;
- Estudos de Economia Nacional. O Problema da Emigração, Lisboa, 1911;
- Les finances portugaises: des faits et des chiffres, Lisboa, 1913;
- Questões económicas, Rio de Janeiro, 1918;
- O dia de Camões: commemoração realizada a 10 de Junho de 1921…: conferencia, Rio de Janeiro, 1921;
- O génio de Camões: os Lusiadas: ensaio crítico, Rio de Janeiro, 1921;
- Bibliografia do etnólogo Pe Carlos Estermann, Lisboa, 1961.

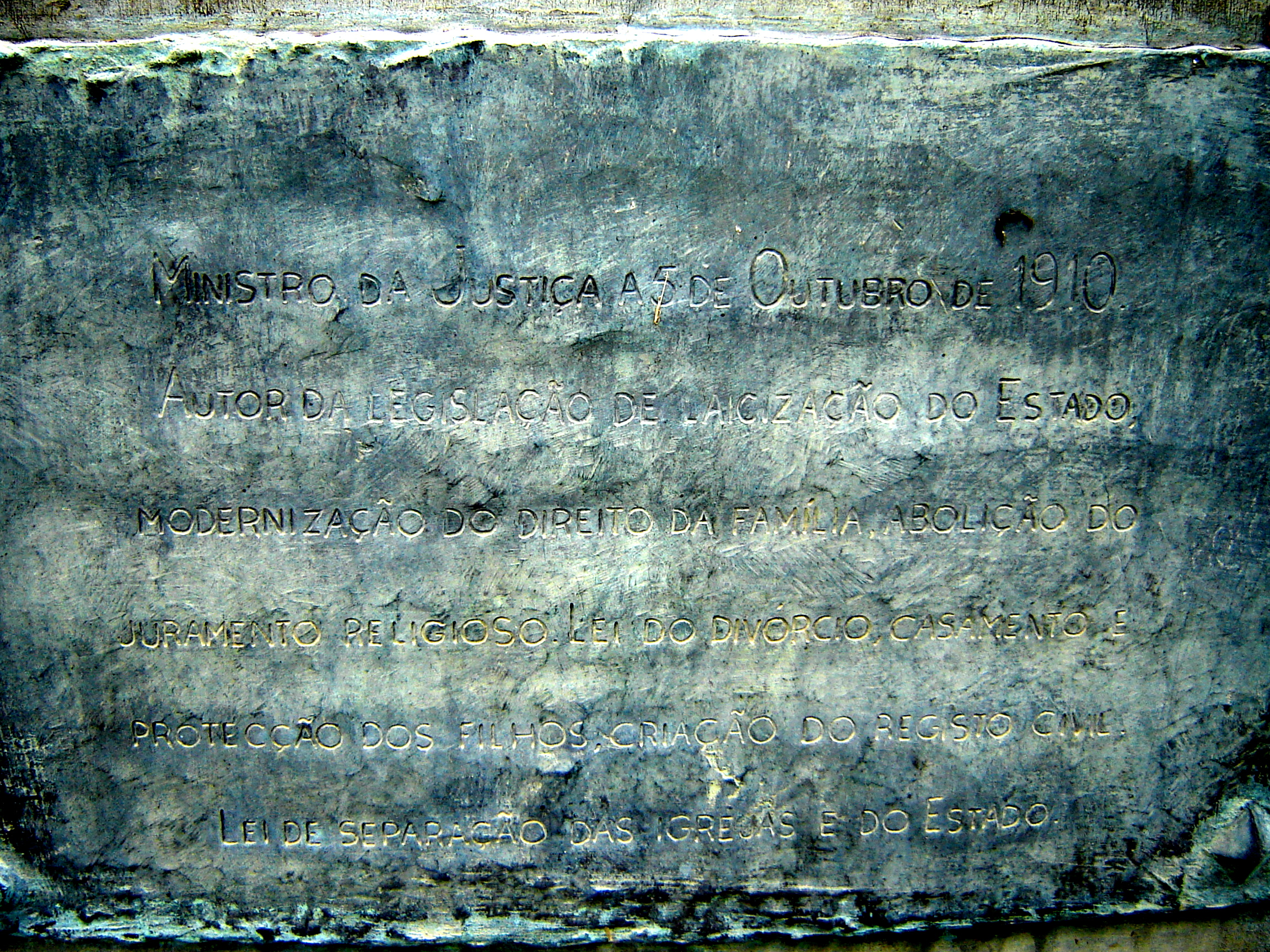
Lápide em memória de Afonso Costa num monumento em sua homenagem na Av. Afonso Costa em Lisboa

### Outras
- A Verdade sobre Salazar, Paris, 1934 (série de entrevistas concedidas ao jornalista brasileiro José Jobim);
- Discursos Parlamentares 1914-1926 (Compilação, prefácio e notas de A. H. de Oliveira Marques), Lisboa, Bertrand, 1977.

## Casamento e descendência
Casou em Coimbra, na freguesia de Sé Nova, a 15 de Setembro de 1892 com Alzira de Barros Mendes de Abreu (Oliveira do Hospital, Oliveira do Hospital, 20 de Abril de 1875 - Nossa Senhora de Fátima, Lisboa, 21 de fevereiro 1970), filha de Albano Mendes de Abreu, Médico, e de sua mulher Emília de Barros Coelho de Campos, e irmã do Escritor José de Barros Mendes de Abreu (Oleiros, Vilar Barroco, 20 de Julho de 1878 - ?), com geração. São trisavós de Catarina Wallenstein e ela tia-trisavó de Sofia Sá da Bandeira.

## Na cultura popular

### Televisão
- Foi interpretado por Virgílio Castelo na série "O Dia do Regicídio", produzida pela RTP em 2008.

Literatura
- Conto "O Senhor de Pera e Bigode" e notas complementares, na Bibliotrónica Portuguesa.